# Marine Le Pen
Marine Le Pen (sinh ngày 5 tháng 8 năm 1968 tại Neuilly-sur-Seine, Hauts-de-Seine, Île-de-France) là một chính trị gia Pháp. Bà là con gái út của Jean-Marie Le Pen.
Bà là luật sư từ năm 1992 đến năm 1998, trở thành nghị sĩ Nghị viện châu Âu kể từ năm 2004, chủ tịch Mặt trận Quốc gia kể từ 16 tháng 1 năm 2011.
Le Pen gia nhập Mặt trận Quốc gia năm 1986 và được bầu làm ủy viên hội đồng khu vực (1998-nay), thành viên của Nghị viện Châu Âu (2004- hiện tại), và ủy viên hội đồng thành phố Hénin-Beaumont (2008-2011). Bà giành được vị trí lãnh đạo của Mặt trận Quốc gia năm 2011 với 67,65% (11,546 phiếu bầu) bỏ phiếu, đánh bại Bruno Gollnisch và kế nhiệm cha bà, người đã từng là chủ tịch đảng kể từ khi ông thành lập vào năm 1972. Năm 2012, bà về vị trí thứ ba trong cuộc bầu cử tổng thống với 17,90% phiếu bầu, sau François Hollande và Nicolas Sarkozy. Bà bắt đầu cuộc chạy đua lần thứ hai vào vị trí tổng thống diễn ra vào tháng 4 năm 2017. Đứng thứ hai trong vòng bầu cử đầu tiên, bà Le Pen sẽ phải đối mặt với ứng cử viên Emmanuel Macron của đảng En Marche ở vòng hai vào ngày 7 tháng 5 năm 2017.
Được mô tả là có tính dân chủ và cộng hòa hơn cha mình (ông Le Pen là người theo chủ nghĩa dân tộc), bà Le Pen đã dẫn dắt một phong trào nhằm "giải độc" và cải thiện hình ảnh của đảng Mặt trận Quốc gia, thông qua việc thay thế các vị trí và xây dựng lại đội ngũ, đồng thời trục xuất các thành viên gây tranh cãi do bị cáo buộc là phân biệt chủng tộc, bài Do Thái, hay ủng hộ phát xít. Bà đã trục xuất cha khỏi đảng vào ngày 20 tháng 8 năm 2015 sau khi ông đưa ra các tuyên bố gây tranh cãi mới.
Bà cũng đã nới lỏng một số chức vụ chính trị của đảng, vận động thành lập các đoàn thể dân sự cho các cặp đồng tính, trái ngược với sự phản đối trước đó của đảng đối với việc thừa nhận hợp pháp quan hệ tình dục đồng giới, chấp nhận phá thai vô điều kiện và hủy bỏ án tử hình khỏi nền tảng pháp lý của bà 
Le Pen được xếp hạng trong số những người có ảnh hưởng nhất vào năm 2011 và 2015 vào trong danh sách 100 của tạp chí Time. Vào năm 2016, bà được tạp chí Politico đánh giá là nghị sĩ có ảnh hưởng thứ hai trong Nghị viện Châu Âu, ngay sau Chủ tịch Nghị viện Châu Âu Martin Schulz.

## Tiểu sử
Marion Anne Perrine Le Pen sinh ngày 5 tháng 8 năm 1968 tại Neuilly-sur-Seine. Bà là con út của Jean-Marie Le Pen, một chính trị gia Breton và là một cựu chiến binh nhảy dù, với người vợ đầu tiên là Pierrette Lalanne. Bà được rửa tội ngày 25 tháng 4 năm 1969, tại La Madeleine bởi Cha Pohpot. Cha đỡ đầu của bà là Henri Botey, họ hàng của cha bà.
Bà có hai chị em gái: Yann và Marie Caroline. Năm 1976, Marine sống sót sau vụ tấn công bằng bom vào gia đình khi họ đang ngủ trên giường. [22] Cô bé Marine lúc đó tám tuổi khi một quả bom nhằm vào cha cô đã nổ tung trong cầu thang bên ngoài căn hộ của gia đình. Vụ nổ đã tạo ra một hố lớn trên bức tường bên ngoài tòa nhà nhưng Marine, hai chị gái và cha mẹ của bà không bị tổn thương.
Bà theo học tại trường Lycée Florent Schmitt tại Saint-Cloud. Bố mẹ bà ly dị vào năm 1987.

### Học vấn và sự nghiệp
Tốt nghiệp tại trường Trung học Florent-Schmit ở Saint Clou, Le Pen sau đó theo học luật tại Đại học Panthéon-Assas, tốt nghiệp bằng Thạc sĩ Luật năm 1991 và Thạc sĩ Nghiên cứu Nâng cao (DEA) về luật hình sự năm 1992. [26] Đăng ký tại hiệp hội luật sư Paris, bà làm luật sư trong sáu năm (1992-1998). Ở Pháp - cũng giống như ở nhiều nước khác - khi một bị can không đủ khả năng cho một luật sư, một người được chọn để đại diện cho họ. Bà thường đảm nhiệm vai trò này.
Năm 1992, bà nhận được chứng chỉ như một luật sư (CAPA) và trở thành một luật sư hành nghề tại Paris. Bà sau đó thường xuyên lập luận trước khi tòa án hình sự của tòa án quận 23 của Paris, nơi tiến hành các vụ xử tức thời. Bà là thành viên của Bar of Paris đến năm 1998, khi bà gia nhập bộ phận pháp lý của đảng Mặt trận Quốc gia.

### Sự nghiệp chính trị

#### Khởi đầu
Bà bắt đầu tham gia vào đời sống chính trị bằng việc hỗ trợ cha mình - ông Jean-Marie Le Pen - trong cuộc vận động tranh cử vào hội đồng thành phố tại quận 20 của Paris.

### Cuộc sống riêng tư
Le Pen là người theo Thiên Chúa giáo La Mã. Bà đã kết hôn năm 1995 với Franck Chauffroy, một giám đốc kinh doanh làm việc cho Mặt trận Quốc gia. Họ có ba người con (Jehanne, Louis, và Mathilde). Sau khi ly hôn với Chauffroy vào năm 2000, bà cưới Eric Lorio năm 2002, cựu thư ký quốc gia của Mặt trận Quốc gia và từng là cố vấn cho cuộc bầu cử khu vực ở Nord-Pas de Calais, hai người sau đó đã li dị vào năm 2006.
Từ năm 2009, bà đã có mối quan hệ với Louis Aliot, người thuộc dòng tộc người Pháp gốc Pied-Noir và Algeria gốc Do Thái. Ông là Tổng Thư ký Mặt trận Quốc gia từ năm 2005 đến năm 2010, sau đó là phó chủ tịch Mặt trận Quốc gia, người chịu trách nhiệm về Dự án. Bà dành phần lớn thời gian ở Saint-Cloud, và đã sống ở La Celle-Saint-Cloud với ba đứa con của bà từ tháng 9 năm 2014. Bà có một căn hộ ở Hénin-Beaumont. Năm 2010, bà cũng mua một ngôi nhà với Aliot ở Millas.